# Ariel Behar
Ariel Behar (* 12. listopadu 1989 Montevideo) je uruguayský profesionální tenista, deblový specialista. Ve své dosavadní kariéře na okruhu ATP Tour vyhrál tři deblové turnaje. Na challengerech ATP a okruhu ITF získal dvacet sedm titulů ve čtyřhře.
Na žebříčku ATP byl ve dvouhře nejvýše klasifikován v únoru 2014 na 823. místě a ve čtyřhře pak v květnu 2024 na 34. místě. Trénují ho Miguel Pastura a James Langford. Připravuje se v Londýně a Madridu.
V uruguayském daviscupovém týmu debutoval v roce 2009 bogotským úvodním kolem 1. skupiny americké zóny proti Kolumbii, v němž s Marcelem Felderem prohráli čtyřhru s párem Alejandro Falla a Juan Sebastián Cabal. Kolumbijci zvítězili 5:0 na zápasy. Do června 2025 v soutěži nastoupil k osmnácti mezistátním utkáním s bilancí 1–5 ve dvouhře a 5–9 ve čtyřhře.

## Tenisová kariéra
V rámci událostí okruhu ITF debutoval v listopadu 2004, když na turnaji s dotací 10 tisíc dolarů v rodném Montevideu zasáhl do čtyřhry s krajanem Salvadorem Sassonem. V úvodním kole uhráli pouze jeden gam na Chilany Jorgeho Aguilara s Felipem Paradou. Během ledna 2011 vybojoval v této úrovni tenisu první titul na salvadorské události s rozpočtem 10 tisíc dolarů, když ve finále čtyřhry s Italem Matteem Volantim přehráli Paraguayce Beníteze a Lópeze Cassacciho. Premiérovou trofej z challengerů si pak odvezl z kolumbijské Floridablanky v lednu 2012. V deblovém finále zdolal po boku Argentince Horacia Zeballose španělsko-italský pár Miguel Ángel López Jaén a Paolo Lorenzi.
Do semifinále čtyřhry na okruhu ATP Tour postoupil s Bělorusem Aleksandrem Burym na antukovém Estoril Open 2017. Ve finále pak debutoval v deblu Delray Beach Open 2021, kde v páru s Ekvádorcem Gonzalem Escobarem porazili americké bratry Christiana a Ryana Harrisonovi. Oba si připsali první kariérní trofeje. Jako poražení finalisté odešli s Escobarem z boje o titul na Argentina Open 2021 v Buenos Aires poté, co nestačili na bosensko-srbskou dvojici Tomislav Brkić a Nikola Ćaćić.
Debut v hlavní soutěži nejvyšší grandslamové kategorie zaznamenal v mužském deblu Wimbledonu 2017, když do hlavní soutěže postoupili s Burym až jako šťastní poražení z kvalifikace. V prvním kole čtyřhry však nenašli recept na novozélandsko-brazilské duo Marcus Daniell a Marcelo Demoliner po čtyřsetovém průběhu.

## Finále na okruhu ATP Tour

### Čtyřhra: 14 (3–11)
| Legenda                     |
| --------------------------- |
| Grand Slam (0)              |
| Turnaj mistrů (0)           |
| ATP Tour Masters 1000 (0–1) |
| ATP Tour 500 (0–1)          |
| ATP Tour 250 (3–9)          |

| Stav      | č.  | datum          | turnaj                      | kategorie    | povrch    | spoluhráč          | soupeři ve finále                   | výsledek                   |
| --------- | --- | -------------- | --------------------------- | ------------ | --------- | ------------------ | ----------------------------------- | -------------------------- |
| Vítěz     | 1.  | leden 2021     | Delray Beach, Spojené státy | ATP 250      | tvrdý     | Gonzalo Escobar    | Christian Harrison Ryan Harrison    | 6–7(5–7), 7–6(7–4), [10–4] |
| Finalista | 1.  | březen 2021    | Buenos Aires, Argentina     | ATP 250      | antuka    | Gonzalo Escobar    | Tomislav Brkić Nikola Ćaćić         | 3–6, 5–7                   |
| Vítěz     | 2.  | duben 2021     | Marbella, Španělsko         | ATP 250      | antuka    | Gonzalo Escobar    | Tomislav Brkić Nikola Ćaćić         | 6–2, 6–4                   |
| Finalista | 2.  | duben 2021     | Bělehrad, Srbsko            | ATP 250      | antuka    | Gonzalo Escobar    | Ivan Sabanov Matej Sabanov          | 3–6, 6–7(5–7)              |
| Finalista | 3.  | červen 2021    | Stuttgart, Německo          | ATP 250      | tráva     | Gonzalo Escobar    | Marcelo Demoliner Santiago González | 6–4, 3–6, [8–10]           |
| Finalista | 4.  | leden 2022     | Adelaide, Austrálie         | ATP 250      | tvrdý     | Gonzalo Escobar    | Wesley Koolhof Neal Skupski         | 6–7(5–7), 4–6              |
| Vítěz     | 3.  | duben 2022     | Bělehrad, Srbsko            | ATP 250      | antuka    | Gonzalo Escobar    | Nikola Mektić Mate Pavić            | 6–2, 3–6, [10–7]           |
| Finalista | 5.  | červen 2022    | Mallorca, Španělsko         | ATP 250      | tráva     | Gonzalo Escobar    | Rafael Matos David Vega Hernández   | 6–7(5–7), 7–6(8–6), [1–10] |
| Finalista | 6.  | únor 2023      | Buenos Aires, Argentina     | ATP 250      | antuka    | Nicolás Barrientos | Simone Bolelli Fabio Fognini        | 2–6, 4–6                   |
| Finalista | 7.  | říjen 2023     | Antverpy, Belgie            | ATP 250      | tvrdý (h) | Adam Pavlásek      | Petros Tsitsipas Stefanos Tsitsipas | 7–6(7–5), 4–6, [8–10]      |
| Finalista | 8.  | 4. května 2024 | Madrid, Španělsko           | Masters 1000 | antuka    | Adam Pavlásek      | Sebastian Korda Jordan Thompson     | 3–6, 6–7(7–9)              |
| Finalista | 9.  | říjen 2024     | Tokio, Japonsko             | ATP 500      | tvrdý     | Robert Galloway    | Julian Cash Lloyd Glasspool         | 4–6, 6–4, [10–12]          |
| Finalista | 10. | únor 2025      | Dallas, Spojené státy       | ATP 500      | tvrdý (h) | Robert Galloway    | Christian Harrison Evan King        | 6–7(4–7), 6–7(4–7)         |
| Finalista | 11. | květen 2025    | Ženeva, Švýcarsko           | ATP 250      | antuka    | Joran Vliegen      | Sadio Doumbia Fabien Reboul         | 7–6(7–4), 4–6, [9–11]      |

## Tituly na challengerech ATP a okruhu Futures
| Legenda            |
| ------------------ |
| Challengery (23 Č) |
| Futures (4 Č)      |

### Čtyřhra (26 titulů)
| Č.  | datum         | turnaj                                | povrch | spoluhráč           | poražení finalisté                            | výsledek               |
| --- | ------------- | ------------------------------------- | ------ | ------------------- | --------------------------------------------- | ---------------------- |
| 1.  | ledna 2011    | Salvador, Brazílie                    | antuka | Matteo Volante      | José Benítez Daniel Alejandro López Cassaccia | 6–3, 6–2               |
| 2.  | srpen 2011    | Guayaquil, Ekvádor                    | tvrdý  | Guido Andreozzi     | Alejandro González Felipe Mantilla            | 7–6(11–9), 4–6, [10–8] |
| 3.  | leden 2012    | Bucaramanga, Kolumbie                 | antuka | Horacio Zeballos    | Miguel Ángel López Jaén Paolo Lorenzi         | 6–4, 7–6(7–5)          |
| 4.  | srpen 2012    | Medellín, Kolumbie                    | antuka | Duilio Beretta      | Nicolás Barrientos Michael Quintero           | 2–1skreč               |
| 5.  | červen 2014   | Košice, Slovensko                     | antuka | Facundo Argüello    | Andriej Kapaś Błażej Koniusz                  | 6–4, 7–6(7–4)          |
| 6.  | červenec 2015 | Scheveningen, Nizozemsko              | antuka | Eduardo Dischinger  | Aslan Karacev Andrej Kuzněcov                 | 0–0skreč               |
| 7.  | červenec 2015 | Middelkerke, Belgie                   | tvrdý  | Sander Arends       | Sander Gillé Joran Vliegen                    | 6–7(1–7), 6–4, [10–7]  |
| 8.  | únor 2016     | Santo Domingo, Dominikánská republika | antuka | Giovanni Lapentti   | Jonathan Eysseric Franko Škugor               | 7–5, 6–4               |
| 9.  | červen 2016   | Poprad, Slovensko                     | antuka | Andrej Golubjev     | Lukáš Dlouhý Andrej Martin                    | 6–2, 5–7, [10–5]       |
| 10. | listopad 2016 | Guayaquil, Ekvádor                    | antuka | Fabiano de Paula    | Marcelo Arévalo Sergio Galdós                 | 6–2, 6–4               |
| 11. | říjen 2017    | Buenos Aires, Argentina               | antuka | Fabiano de Paula    | Máximo González Fabrício Neis                 | 7–6(7–3), 5–7, [10–8]  |
| 12. | březen 2018   | Punta del Este, Uruguay               | antuka | Facundo Bagnis      | Simone Bolelli Alessandro Giannessi           | 6–2, 7–6(9–7)          |
| 13. | březen 2018   | Marbella, Španělsko                   | antuka | Guido Andreozzi     | Martin Kližan Jozef Kovalík                   | 6–3, 6–4               |
| 14. | červen 2018   | Vicenza, Itálie                       | antuka | Enrique López Pérez | Facundo Bagnis Fabrício Neis                  | 6–2, 6–4               |
| 15. | září 2018     | Mallorca, Španělsko                   | tvrdý  | Enrique López Pérez | Daniel Evans Gerard Granollers Pujol          | bez boje               |
| 16. | květen 2019   | Jerusalem, Izrael                     | tvrdý  | Gonzalo Escobar     | Evan King Julian Ocleppo                      | 6–4, 7–6(7–5)          |
| 17. | červenec 2019 | Praha, Česko                          | antuka | Gonzalo Escobar     | Andrej Golubjev Oleksandr Nedověsov           | 6–7(4–7), 7–5, [10–8]  |
| 18. | září 2019     | Janov, Itálie                         | antuka | Gonzalo Escobar     | Guido Andreozzi Andrés Molteni                | 3–6, 6–4, [10–3]       |
| 19. | říjen 2019    | Santo Domingo, Dominikánská republika | antuka | Gonzalo Escobar     | Orlando Luz Luis David Martínez               | 6–7(5–7), 6–4, [12–10] |
| 20. | říjen 2019    | Lima, Peru                            | antuka | Gonzalo Escobar     | Felipe Meligeni Alves Luis David Martínez     | 6–2, 2–6, [10-3]       |
| 21. | listopad 2019 | Guayaquil, Ekvádor                    | antuka | Gonzalo Escobar     | Thiago Seyboth Wild Pedro Sakamoto            | 7–6(7–4), 7–6(7–5)     |
| 22. | leden 2020    | Newport Beach, Spojené státy          | tvrdý  | Gonzalo Escobar     | Antonio Šančić Tristan-Samuel Weissborn       | 6–2, 6–4               |
| 23. | srpen 2020    | Todi, Itálie                          | antuka | Andrej Golubjev     | Elliot Benchetrit Hugo Gaston                 | 6–4, 6–2               |
| 24. | srpen 2020    | Terst, Itálie                         | antuka | Andrej Golubjev     | Tristan Lamasine Hugo Gaston                  | 6–4, 6–2               |
| 25. | září 2020     | Cordenons, Itálie                     | antuka | Andrej Golubjev     | Hugo Nys Andrés Molteni                       | 7-5, 6–4               |
| 26. | říjen 2020    | Istanbul, Turecko                     | tvrdý  | Gonzalo Escobar     | Robert Galloway Nathaniel Lammons             | 4–6, 6–3, [10–7]       |
| 27. | květen 2023   | Francavilla al Mare, Itálie           | antuka | Nicolás Barrientos  | Sander Arends Petros Tsitsipas                | 7–6(7–1), 3–6, [10–6]  |